# Análise econômica do direito
A análise econômica do Direito, se refere, comumente, à aplicação de métodos econômicos – da microeconomia em especial – a questões jurídicas. Nesse sentido, tendo em vista que o Direito é, de uma perspectiva objetiva, a ‘’’arte de regular o comportamento humano’’’ e que a Economia é a área do conhecimento que estuda a tomada de decisões em um mundo de recursos escassos e suas consequências, a Análise Econômica do Direito seria o emprego dos instrumentais teóricos e empíricos econômicos e ciências afins para expandir a compreensão e o alcance do direito, aperfeiçoando o desenvolvimento, a aplicação e a avaliação de normas jurídicas, principalmente com relação às suas consequências.
Os trabalhos acadêmicos sobre AED se fundamentam majoritariamente nas tradições do pensamento econômico neoclássico e neo-institucionalista. Outras abordagens econômicas do Direito, tais como as marxistas e das teorias críticas da Escola de Frankfurt, não costumam se intitular dessa forma.
Há também uma abordagem não neoclássica da Análise Econômica do Direito denominada Continental, que identifica o nascimento do conceito com a Staatswissenschaften e com a Escola Históricista alemã de Economia.
Por fim, é importante ressaltar que, por conta da superposição dos sistemas jurídicos e políticos, algumas das questões afeitas à Análise Econômica do Direito também são igualmente levantadas pela política econômica, Ciência Política, Sociologia, Psicologia ou mesmo Neurologia.

## Origens e História
É possível fixar o começo da escola moderna de Análise Econômica do Direito no ano de 1961, com a publicação dos artigos ‘’The Problem of Social Cost’’ e ‘’Some thoughts on Risk Distribution and the Law of Torts’’ de Ronald Coase e Guido Calabresi, respectivamente. Todavia, o nome em inglês do movimento, "law and economics’’, somente foi dado por Henry Manne (estudante de Coase) na década de 70, quando tomou a iniciativa de construir um ‘’Center for Law and Economics‘’ em Rochester, atualmente se encontra na George Mason Law School.
Independentemente da data de sua criação, importa explicar que a Escola surgiu como conseqüência do realismo jurídico norte-americano em reação ao doutrinalismo de Langdell – versão juspositivista do direito consuetudinário anglo-saxão –, visando a afastar o formalismo jurídico exacerbado, na tentativa de enxergar o mundo de forma mais realista e pragmática pela ciência.
Percebeu-se que, para uma compreensão plena do fenômeno jurídico e para que seus supostos critérios de justiça sejam operacionalizáveis, são necessárias não apenas justificativas teóricas para a aferição de adequação abstrata entre meios e fins, mas teorias superiores à mera intuição que auxiliem em juízos de diagnóstico e prognose, permitindo, em algum grau, a avaliação mais acurada das consequências prováveis de uma decisão jurídica ou de alguma política pública dentro do contexto legal, político, social, econômico e institucional em que será implementada.
É nesse contexto, também, que começa a ser discutida e considerada no Brasil a Análise Econômica do Direito, cujo propósito é justamente introduzir uma metodologia que contribua significativamente para a compreensão de fenômenos sociais e que auxilie na tomada racional de decisões jurídicas.

## Fundamentos teóricos da AED
A Análise Econômica do Direito nada mais é que a aplicação do instrumental analítico e empírico da Economia, em especial da microeconomia e da economia do bem-estar social, para se tentar compreender, explicar e prever as implicações fáticas, bem como a lógica (racionalidade) do próprio ordenamento jurídico. Em outras palavras, a AED é a utilização da abordagem econômica para tentar compreender o Direito no mundo e o mundo no Direito.
A AED se estende a todas as áreas do direito, de Direito dos contratos a Direito Constitucional, de regulação a processo civil e comercial, e é justamente essa amplitude de aplicação que distingue uma abordagem AED da simples aplicação de conhecimentos econômicos em áreas do Direito tradicionalmente associadas à economia, como Direito Comercial, regulatório, Concorrencial ou Defesa comercial, onde a aplicabilidade da AED é mais óbvia.
Com o desenvolvimento da AED, foram incorporadas novas teorias econômicas como a Teoria dos Jogos, a Economia Comportamental, bem como métodos estatísticos e econométricos. Para fazer referência a essas abordagens mais amplas que a teoria neoclássica da Economia, foram cunhados termos como AED comportamental, AED e Normas Sociais e AED Neo-institucionalista, por exemplo.

## Resultados notáveis
O artigo seminal de Ronald Coase, "The Problem of Social Cost", publicado em 1961, sugeriu que direitos de propriedade bem definidos poderiam superar os problemas das externalidades. Desde que os custos de transação se aproximassem de zero, acordo mutuamente benéficos regulariam quem arcaria com o custo da externalidade.

## Programas em Análise Econômica do Direito
Na Europa, um consórcio de universidades envolvendo dez países está executando o Programa de Mestrado Europeu em Direito e Economia, também conhecido como EMLE, o qual existe desde 1990. Este programa oferece a oportunidade única para estudos interdisciplinares de direito e economia em dois ou mesmo três universidades. Cada universidade parceira concede o grau de Mestre (LL.M. / MA / M.Sc.). O programa também oferece aos alunos um conhecimento avançado dos efeitos econômicos das leis e prepara os alunos para uma carreira profissional, por exemplo, em organizações públicas, em escritórios de advocacia multinacionais ou empresas de consultoria. Os graduados também são bem preparados para a pesquisa de doutorado em um programa de doutoramento, como o Doutorado Europeu em Direito e Economia (EDLE), que é operado por três centros europeus em Direito e Economia. http://www.edle-phd.eu
No Brasil, existem vários cursos de direito em nível de graduação, mestrado e pós-graduação com foco na análise econômica do Direito, ou Direito e Economia. Na Universidade Católica de Brasília, o programa de pós-graduação stricto sensu em Direito tem uma linha de pesquisa inteiramente voltada para a AED. Já em Economia, a Universidade de Santa Úrsula possui um programa de mestrado em AED cuja linha é denominada Economia do Direito e das Leis. Há, ainda, um curso de especialização (pós-graduação lato sensu) em Direito e Economia, oferecido pela Faculdade de Direito da Universidade Federal do Rio Grande do Sul, com duração de 360 horas aula.
Não obstante, o tema está se difundindo rapidamente no Brasil, havendo várias Instituições de Ensino Superior que oferecem ao menos uma disciplina em AED na graduação ou na pós-graduação. Entre elas, destacam-se os programas do Instituto Brasiliense de Direito Público – IDP, da Universidade de São Paulo – USP, da Fundação Getúlio Vargas do Rio de Janeiro e de São Paulo – FGV-RJ e FGV-SP, da Universidade Vale do Rio dos Sinos – Unisinos, da Universidade Federal do Rio Grande do Sul – UFRS, da Universidade Cândido Mendes, da Pontífice Universidade Católica do Rio Grande do Sul – PUC-RS, da Universidade Católica de Santos – Unisantos, do Centro Universitário Ítalo-Brasileiro - UNIÍTALO, do Centro Universitário Curitiba – UniCuritiba, da Universidade Federal de Minas Gerais – UFMG, da Universidade Federal do Ceará – UFC, do Centro Universitário de Vila Velha - UVV e da Universidade Fumec, de Belo Horizonte/MG.
Importante destacar também no âmbito da pesquisa em Direito e Economia o Congresso Anual da Associação Mineira de Direito e Economia e a Conferência Anual da Associação Brasileira de Direito e Economia.
Na América Latina, por seu turno, existem programas de pós-graduação em AED na Universidad de Buenos Aires – UBA, na Universidad Torcuato di Tella e na Pontificia Universidad Catolica Del Perú.
Já nos Estados Unidos, praticamente toda grande faculdade de Direito e a maioria dos principais departamentos de economia, oferecem cursos em Análise Econômica do Direito e possuem pesquisadores trabalhando nesse campo, tais como: Columbia University, Harvard University, Yale University, U.C. Los Angeles, U.C. Berkeley, University of Chicago, University of Pennsylvania, Stanford University, University of Connecticut, U.C. San Diego, Massachusetts Institute of Technology, Florida State University, University of Michigan, etc. Digna de nota, ainda, a Vanderbilt University Law School que possui programa de Ph.D específico em AED.
No Canadá, temos a University of Toronto Faculty of Law, que oferece um J.D. / M.A. em Economia em conjunto com um J.D./Ph.D. também nessa área.
Na Itália, temos o Collegio Carlo Alberto em Turin, a School of Economics na University of Siena e a International University College of Turin. Na Suíça, há a Switzerland’s University of St. Gallen. Na Holanda, a Utrecht University. Na República Checa, a University of Economics de Praga. Na Inglaterra, a University of Cambridge também tem um curso específico chamado de "Land Economy", que combina Direito, Economia e meio-ambiente em uma única disciplina. A University of Manchester Law School, a Nottingham University Business School e a City University Law School de Londres, também possuem cursos de graduação em Análise Econômica do Direito.
Na Ásia, temos a National University of Juridical Sciences (NUJS) oferece dois cursos de AED para seus estudantes de graduação e a National University of Singapore, que lançou, em 2005, um programa extremamente seletivo de Double Honours em Análise Econômica do Direito, em que os estudantes completam dois bacharelados em 5 anos.

### Jornais
- Law and Economics Review[ligação inativa]
- Asia Pacific Law and Economics Review
- Economic Analisys of Law Review - English, Español e Português
- Revista da Associação Mineira de Direito e Economia
- Erasmus Law and Economics Review open access
- European Journal of Law and Economics
- Review of Law and Economics
- International Review of Law and Economics
- Journal of Law, Economics, and Organization
- Journal of Law, Economics & Policy
- Journal of Law and Economics
- Journal of Legal Studies
- Supreme Court Economic Review

### Associações regionais e internacionais
- Latin American and Iberian Law and Economics Association
- Asian Law and Economics Association
- Australian Law and Economics Association
- Verein zur Pflege der Rechtsökonomik / Joseph von Sonnenfels Center for the Study of Public Law and Economics
- Associação Brasileira de Direito e Economia
- Associação Mineira de Direito e Economia
- Canadian Law and Economics Association
- MILES Institute of Law and Economics
- European Association of Law and Economics
- Finnish Association of Law and Economics
- Gesellschaft für Recht und Ökonomik
- Greek Association of Law and Economics
- Israeli Association for Law and Economics
- Italian Society of Law and Economics
- Law & Economics Association of Japan
- Korean Law and Economics Association
- Law and Economics Association of New Zealand
- Scandinavian Association of Law and Economics
- Master in Law and Economics Foundation, University of St.Gallen
- The Swiss Law and Economics Students' Society, St. Gallen, Switzerland
- American Law and Economics Association
- Midwestern Law and Economics Association